# Kontraindikacija
Kóntraindikácija je kriterij za odložitev medicinskih ukrepov (uporabe določenega zdravila, medicinskega pripomočka ali postopka zdravljenja) zaradi stanja bolnika, dejavnikov ali drugih okoliščin. Kontraindikacijo za uporabo določenega medicinskega ukrepa lahko na primer predstavljajo sočasne bolezni, alergije, določen genotip, predhodni neželeni učinki na zdravilo ali skupino zdravil, starost, spol, predizpozicije.